# Momo Watanabe
Momo Watanabe (渡辺桃, Watanabe Momo, nacida el 22 de marzo de 2000) es una luchadora profesional japonesa, que trabaja para la World Wonder Ring Stardom desde su debut en 2014.

## Carrera

### World Wonder Ring Stardom (2014-presente)
El 16 de noviembre de 2014, Watanabe hizo su debut en la lucha libre profesional en World Wonder Ring Stardom, donde desafió sin éxito a Takumi Iroha. El 6 de diciembre de 2015, Watanabe recibió su primera lucha por el título donde se unió a Io Shirai y Mayu Iwatani para desafiar por el vacante Campeonato Artístico de Stardom, que fue ganado por Hyper Destroyers (Evie, Hiroyo Matsumoto y Kellie Skater) en tres Way Tag Team Match, que también involucró a Oedo Tai (Act Yasukawa, Kris Wolf & Kyoko Kimura).
Al entrar en 2016, Jungle Kyona y Watanabe se unieron bajo el nombre "JKGReeeeN". El 10 de enero, JKGReeeeN desafió a Thunder Rock (Iwatani y Shirai) por el Campeonato de las Diosas de Stardom, pero no tuvo éxito. JKGReeeeN continuó luchando hasta 2016 e incluso participó en la Goddesses of Stardom Tag League, aunque no logró llegar a la final. poco después de la Tag League, Watanabe se volvió contra Kyona para unirse a la unidad de Shirai "Queen's Quest".
El 7 de enero de 2017, Watanabe, junto con HZK y Shirai, derrotaron a Kagetsu, Kyoko Kimura y Viper, quien reemplazó a Hana Kimura debido a una lesión, para ganar el Campeonato Artístico de Stardom. El trío mantuvo el campeonato hasta el 9 de abril, cuando el título quedó vacante ya que Watanabe quedó fuera por una lesión. Después de 10 meses de lesión, Watanabe regresó el 4 de noviembre, donde derrotó a Wolf.
El 18 de febrero de 2018, Watanabe desafió al líder de Queen's Quest Shirai por el Campeonato Maravilla de Stardom en el evento principal en el Korakuen Hall, pero no tuvo éxito. El 30 de abril, Watanabe ganó el Cinderella Tournament después de derrotar a Bea Priestley en la final. Por ganar el torneo, Watanabe desafió a Shirai nuevamente por el Campeonato Wonder of Stardom. El 23 de mayo, Watanabe derrotó a Shirai para ganar el Campeonato Maravilla de Stardom, convirtiéndose en el luchador más joven en ostentar el título a la edad de 18 años. El 4 de noviembre, Watanabe, junto con el miembro de Queen's Quest, Utami Hayashishita, ganó la Goddess of Stardom Tag League. tras derrotar a Chardonnay y Priestley en la final. El 23 de noviembre, Hayashishita y Watanabe derrotaron a J.A.N. (Jungle Kyona y Natsuko Tora) para ganar el Campeonato de las Diosas de Stardom.
El 5 de abril de 2019 participó del primer evento de Stardom en los Estados Unidos, en donde defendió el Campeonato Maravilla ante su propia compañera Hayashishita, sin embargo lo perdió el 16 de mayo ante Arisa Hoshiki, marcando un récord de luchas titulares, con 13 defensas. Luego ella y Hayashishita perderían el Campeonato de la Diosas ante Tokyo Cyber Squad (anteriormente J.A.N., Kyona y Konami) el 15 de julio. Sin embargo, el 23 de noviembre, ambas junto con AZM ganaron el Campeonato Artístico al derrotar a Oedo Tai (Kagetsu, Natsu Sumire y Andras Miyagi). 
El 19 de enero de 2020, en el evento central de Stardom 9th Anniversary, Watanabe desafió a Iwatani por el Campeonato Mundial, quedando derrotada y siendo traicionada por Bea Priestley, la cual regresó a unirse a Oedo Tai. El 8 de febrero, Queen's Quest (Watanabe, Hayashishita y AZM) perdieron el Campeonato Artístico ante Donna del Mondo (Giulia, Maika y Syuri). Pero el 8 de noviembre, Watanabe y AZM derrotaron precisamente a Giulia y Maika en la final del Goddesses of Stardom Tag League, desafiando luego a sus compañeras de Queen's Quest y reinantes Campeonas de las Diosas Hayashishita y Saya Kamitani, siendo las campeonas victoriosas el 14 de noviembre. La rivalidad amistosa entre Watanabe y Hayashishita continuaria el 20 de diciembre por el Campeonato Mundial, reteniendo la campeona Hayashishita.
En 2021 participó del evento de New Japan Pro-Wrestling Saitama Dome Tournament los 4 y 5 de septiembre, junto con Kamitani. En el torneo 5 STAR GP 2021 representando a las estrellas rojas, perdió en la final ante Syuri el 25 de ese mismo mes. 
Luego comenzó un feudo con Oedo Tai, en especial con Starlight Kid, pactando una lucha eliminatoria de apuestas en el evento Osaka Edion Arena Tournament, entre Queen's Quest (Watanabe, Hayashishita, AZM y Kamitani) y Oedo Tai (Starlight Kid, Natsuko Tora, Saki Kashima y Ruaka), en donde la capitana perdedora (Watanabe o Starlight) debía unirse al stable contrario, además de ponerse en juego la máscara de Starlight. El 18 de diciembre, y para sorpresa de sus compañeras, Watanabe atacó con una silla a AZM, descalificándose, perdiendo la lucha y uniéndose a Oedo Tai cambiando a heel.

## Campeonatos y logros
- All Elite Wrestling  & New Japan Pro-Wrestling
  - International Women’s Cup (2025)
- World Wonder Ring Stardom
  - Wonder of Stardom Championship (1 vez)
  - Goddess of Stardom Championship (1 vez) – con Utami Hayashishita
  - Artist of Stardom Championship (3 veces) – con HZK & Io Shirai (1), AZM & Utami Hayashishita (1) y Saki Kashima & Starlight Kid (1)
  - Cinderella Tournament (2018)
  - Goddess of Stardom Tag League (2018) – con Utami Hayashishita
  - Goddess of Stardom Tag League (2020) – con AZM

- Pro Wrestling Illustrated
  - Situada en el Nº32 en el PWI Female 100 en 2018.
  - Situada en el Nº32 en el PWI Female 100 en 2019.
  - Situada en el Nº28 en el PWI Female 100 en 2020.

### Luchas de apuestas
| Apuesta             | Ganadora      | Perdedora     | Localización | Fecha                   |
| ------------------- | ------------- | ------------- | ------------ | ----------------------- |
| Membresía y Máscara | Starlight Kid | Momo Watanabe | Tokio, Japón | 18 de diciembre de 2021 |